# Джон Бъни
Джон Бъни (на английски: John Bunny) е американски комик и първата звезда в нямото кино на САЩ.

## Биография
Бъни е роден на 21 септември 1863 г. в Ню Йорк.
Умира от нефрит на 26 април 1915 г. в Бруклин, Ню Йорк.
Джон Бъни участва в над 100 популярни комедии с актрисата Флора Финч.